# A Veiga
A Veiga (tiếng Tây Ban Nha: La Vega) là một đô thị trong tỉnh Ourense, thuộc vùng Galicia ở tây bắc Tây Ban Nha. Diện tích 291 km², cách 150 km từ Orense. Dân số 1.273 người (2005), mật độ 4,37 người/km²).

## Giáo khu
- A Veiga (Santa María)
- Baños (San Fiz)
- Candeda (San Miguel)
- Carracedo (San Miguel)
- Casdenodres (San Salvador)
- Castromao (Santa María)
- Castromarigo (San Miguel)
- Corexido (Santo Estevo)
- Corzos (Santiago)
- Curra (San Miguel)
- Hedreira (Santa Comba)
- Espiño (San Vicenzo)
- Lamalonga (Santa María)
- Meda (Santa María)
- Meixide (Santa María)
- Ponte (Santa María Madanela)
- Prada (Santo André). Web  Lưu trữ ngày 25 tháng 7 năm 2008 tại Wayback Machine& Photos  Lưu trữ ngày 30 tháng 9 năm 2007 tại Wayback Machine
- Prado (Santo Estevo)
- Pradolongo (San Pedro)
- Requeixo (Santo André)
- Riomao (San Tomé)
- San Fiz (Santa Catarina)
- San Lourenzo (San Lourenzo)
- Santa Cristina (San Tirso)
- Seoane (San Xoán)
- Valdín (Santa María)
- Vilaboa (Santa Lucía)
- Vilanova (San Pedro)
- Xares (Santa María).

There were previously two more, which have since disappeared.
- Oleiros
- Alberguería

42°14′59″B 7°01′33″T / 42,24972°B 7,02583°T